# Martin P4M Mercator
Martin P4M Mercator je bil mornarski patruljni bombnik ameriškega proizvajalca Glenn L. Martin Company. Mercator je neuspešno konkuriral na razpisu Ameriške mornarice za patruljni bombnik dolgega dosega, izbran je bil Lockheed P2V Neptune. Posebnost na P4M je način pogona, imel je dva bencinska zvezdasta motorja in dva turboreaktivna motorja. Zgradili so samo 21 letal.

## Specifikacije (P4M Mercator)
Splošne karakteristike
- Posadka: 9
- Dolžina: 85 ft 2 in (26,0 m)
- Razpon kril: 114 ft 0 in (34,7 m)
- Višina: 26 ft 1 in (8,0 m)
- Površina kril: 1311 ft² (122 m²)
- Teža praznega letala: 48536 lb (22016 kg)
- Naložena teža: 88378 lb (40088 kg)
- Maks. vzletna teža: lb (kg)
- Pogon letala:
  - 2 × Allison J33-A-23 turboreaktivna motorja, 4600 lbf (20 kN)  vsak
  - 2 × Pratt & Whitney R-4360 Wasp Major Zvezdasta bencinska motorja, 3250 KM (2420 kW)   vsak

 Zmogljivost 
- Maks. hitrost: 410 mph (660 km/h)
- Doseg: 2840 mi (4570 km)
- Višina leta: 34600 ft (10500 m)
- Hitrost vzpenjanja: ft/min (m/s)
- Obremenitev kril: lb/ft² (kg/m²)

Oborožitev

- 4 × 20 mm (.79 in) topi v nosu in repu
- 2 × .50 in (12.7 mm) strojnice c hrbtenm delu
- Do 12000 lb (5400 kg) bomb, min, globinskih bomb ali torpedov

Letalska elektronika

- AN/APS-33 radar